# Szapowały (sielsowiet Wołożyn)
Szapowały (biał. Шапавалы; ros. Шаповалы) – wieś na Białorusi, w obwodzie mińskim, w rejonie wołożyńskim, w sielsowiecie Wołożyn, przy drodze republikańskiej .
W II połowie XIX w. zamieszkiwane przez prawosławnych i katolików, z przewagą tych pierwszych. W dwudziestoleciu międzywojennym folwark Szapowały leżał w Polsce, w województwie nowogródzkim, w powiecie wołożyńskim. 